# 安顺路站
安顺路站，位于中华人民共和国山东省青岛市李沧区安顺南路地下，是青岛地铁1号线的地铁车站，2021年12月30日启用，位于安顺路，A出入口西侧紧邻安顺路车辆段。

## 车站构造
| 地面 |                    | A-C出入口                          |  |  |
| B1层 | 站厅               | 客服中心、自动售票机、进出站闸机   |  |  |
| B2层 |                    | 1号线 往王家港（胜利桥（纺织谷）） |  |  |
|      | 岛式站台，左侧开门 |                                    |  |  |
|      |                    | 1号线 往东郭庄（青岛北站）         |  |  |